# La Jeunesse à la proue, le Plaisir au gouvernail
Youth on the Prow, and Pleasure at the Helm (La Jeunesse à la proue, le Plaisir au gouvernail) est un tableau du peintre anglais William Etty, exposé au public pour la première fois en 1832. Etty s'y inspire d'une métaphore tirée d'un poème de Thomas Gray intitulé The Bard. L'œuvre est aussi connue sous le titre Youth and Pleasure (La Jeunesse et le Plaisir) ou encore Fair laughs the morn (Le matin sourit avec grâce), toujours en référence aux vers de Gray. 
La toile représente un groupe de personnages profitant de la tranquillité d'une navigation à bord d'une petite embarcation dorée, inconscients du danger d'une tempête qui se profile à l'horizon. 
William Etty est déjà bien connu comme un spécialiste du nu, un genre artistique qui ne plaît guère à la critique bourgeoise du temps : dans cette nouvelle toile, il maintient son cap et ne manque pas de s'attirer à nouveau les foudres de nombreux observateurs. Mais une nouvelle critique lui est opposée en l'occurrence : plusieurs critiques soulignent que la métaphore poétique émise au départ par Thomas Gray a été fort mal interprétée par Etty, voire complètement incomprise en ce qui concerne le message de fond du poète, qui défendait la mémoire de la culture galloise écrasée sous la botte royale anglaise.
Néanmoins, le tableau est immédiatement acheté à un prix élevé par le collectionneur Robert Vernon, qui plus tard en fait don à la National Gallery ; il est désormais conservé à la Tate Gallery de Londres, et il reste considéré comme l'un des plus connus que l'artiste ait jamais peints.

## Etty, peintre du nu

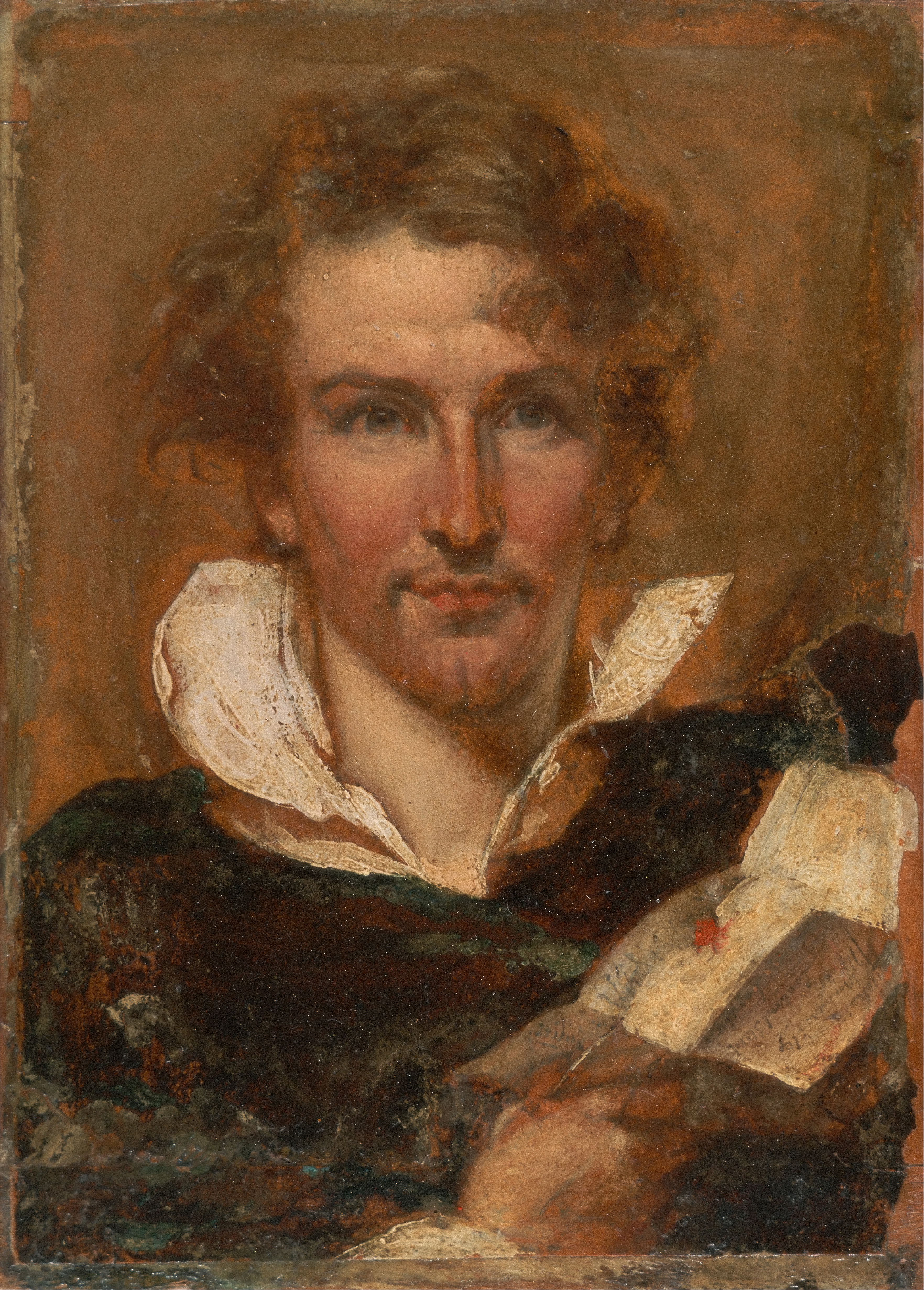
Autoportrait de William Etty, 1823.
Centre d'art britannique de Yale (New Haven, Connecticut).

Originaire de la ville de York, dans le nord de l'Angleterre, William Etty reçoit d'abord une formation d'imprimeur avant de partir à Londres pour y embrasser une carrière artistique. Il suit les cours de la Royal Academy of Arts et reçoit notamment l'enseignement du portraitiste Thomas Lawrence. Les toutes premières années de sa carrière sont ardues : il présente de nombreuses toiles à la Royal Academy, qui sont soit rejetées, soit largement ignorées.
C'est en 1821 qu'il rencontre enfin son premier succès critique grâce à son Arrivée de Cléopâtre en Cilicie. Ce tableau présente de nombreux personnages nus, et constitue le prélude à toute une série de tableaux où Etty va exploiter essentiellement le genre du nu à travers des thèmes bibliques, littéraires ou bien mythologiques. Ainsi, sur l'ensemble des quinze toiles qu'il présente au fil des années 1820, toutes sauf une contiennent au moins un nu. Ce style ne va pourtant pas de soi à l'époque : non seulement il n'existe pas véritablement de tradition anglaise du nu pictural, mais une proclamation royale de 1787 (en) a même expressément interdit la présentation publique de figures dénudées. Etty se trouve ainsi être le premier peintre britannique à se spécialiser dans ce genre, ce qui cause un certain émoi car la bourgeoisie de l'époque estime que les classes laborieuses risquent de réagir de manière indécente à de tels tableaux. Les œuvres où Etty représente des hommes nus sont généralement bien acceptées, mais sa représentation de la nudité féminine lui est fréquemment reprochée.

## Description

### Composition

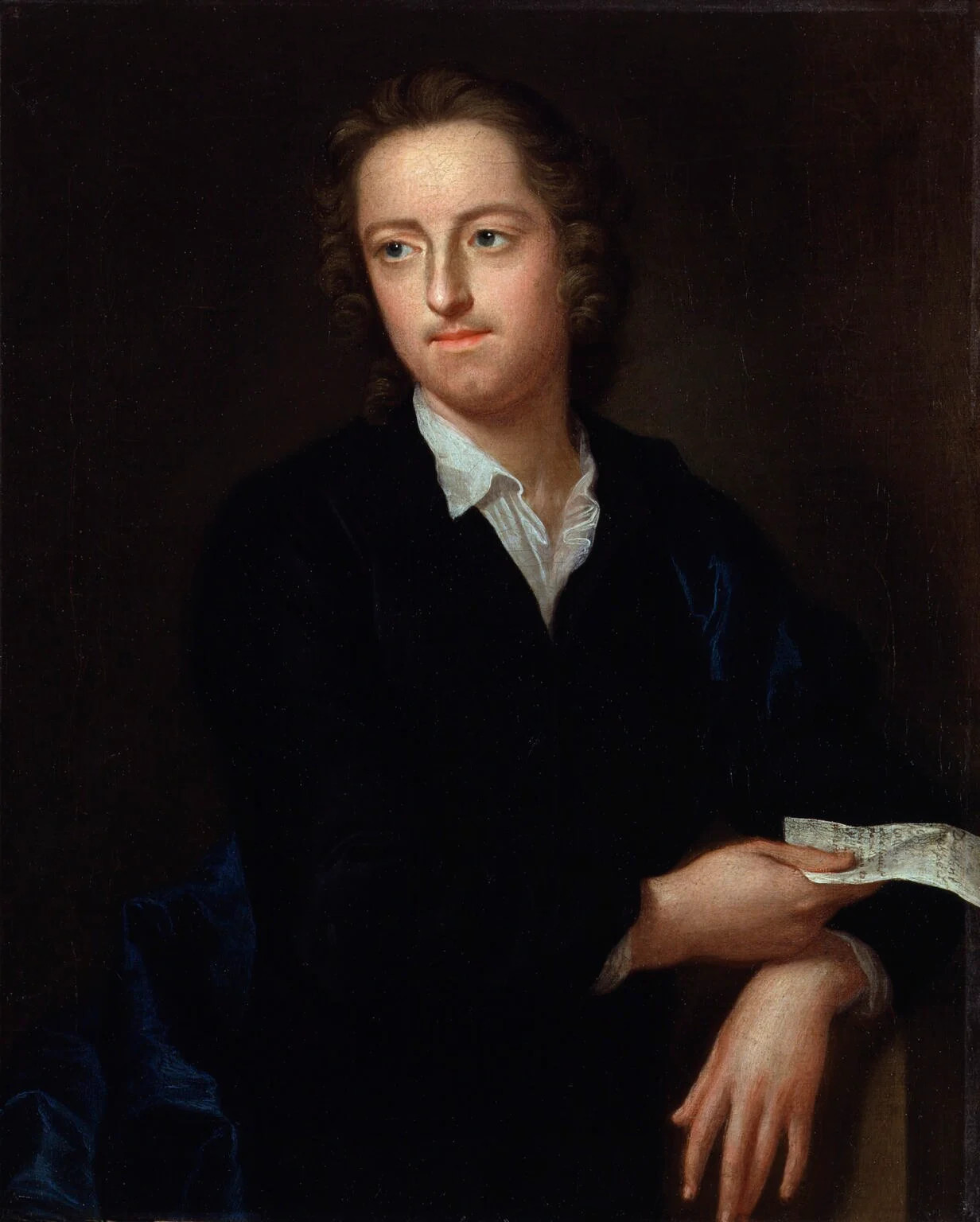
Etty s'inspire directement d'un vers du poète Thomas Gray.
Portrait de Gray par John Giles Eccardt, 1747-1748, National Portrait Gallery (Londres).

Au centre de la toile se trouve un petit bateau doré arborant une tête de cygne en guise de figure de proue. La toile est horizontale, structurée par le mât de l'embarcation qui en suit l'axe central ; les personnages à bord forment une composition pyramidale classique. Au-dessus du bateau, installé sur un nuage, un personnage nu représentant Zéphyr souffle pour en gonfler les voiles. Un autre personnage nu qui incarne le Plaisir est étendu à l'arrière du bateau sur un vaste arrangement de fleurs, tenant mollement le gouvernail d'une main et tenant de l'autre la voile qui reçoit le souffle de Zéphyr. Un enfant nu souffle des bulles de savon, que tente d'attraper une femme nue située à la proue : celle-ci représente donc la Jeunesse. Trois Naïades folâtrent dans l'eau au bord du bateau.
La mer est calme tout autour, à peine ridée de vaguelettes ; mais un « tourbillon » se forme à l'horizon, prenant la forme d'une silhouette démoniaque cachée dans les sombres nuages d'orage en arrière-plan. Toutefois, la détérioration de la toile et des restaurations malheureuses empêchent désormais de bien percevoir cette silhouette.

### Source d'inspiration
La composition d'Etty s'inspire d'un passage du poème The Bard de Thomas Gray, publié en 1757. The Bard traite de la conquête brutale du Pays de Galles par le roi anglais Édouard Ier, et de la malédiction qu'adresse un barde gallois à toute la descendance du roi, pour le punir d'avoir ordonné la mise à mort de nombreux bardes et d'avoir tenté d'éradiquer la culture galloise. William Etty s'intéresse en particulier à un passage métaphorique où Thomas Gray cherche à illustrer le début du règne de Richard II (descendant direct d'Édouard Ier), règne qui sembla bien débuter mais qui allait s'achever de manière désastreuse.
Lorsque le tableau est présenté pour la première fois au public en 1832, à l'occasion de l'Exposition d'Été de la Royal Academy, il est exposé en compagnie de ces six vers extraits de The Bard (le titre du tableau est ici indiqué en gras) :
« Fair laughs the morn, and soft the zephyr blows,
While proudly riding o'er the azure realm,

In gallant trim, the gilded vessel goes,

Youth on the prow and Pleasure at the helm,

Unmindful of the sweeping whirlwind's sway,

That, hushed in grim repose, expects his evening prey. »
— Gray - 1797-1798- p. 53.

        
« Le matin sourit avec grâce, les zéphirs caressants soufflent avec douceur, pendant que, dans un galant appareil, le vaisseau doré s'avance avec orgueil sur la plaine azurée, la Jeunesse à la proue, le Plaisir au gouvernail ; nul ne songe à la violence du tourbillon, qui s'enveloppant dans un morne silence, attendait le soir pour surprendre sa proie »
Comme le tableau n'arbore aucun titre, plusieurs commentateurs de l'époque lui attribuent par défaut le titre Fair laughs the morn en reprenant l'incipit du texte de Gray ; mais à la mort de l'artiste en 1849, le tableau a déjà acquis universellement son titre actuel (Youth on the Prow, and Pleasure at the Helm).

### Une iconographie allégorique
Etty propose ainsi une interprétation très littérale du texte de Gray, dont il fait une « idylle poétique ». L'entremêlement des personnages a pour but d'évoquer la sensation du plaisir passager tout en pointant le thème du désir sexuel féminin dont la jeunesse innocente est victime, et le thème du pouvoir sexuel qu'exercent les femmes sur les hommes.  
D'après le peintre lui-même, son approche vise à proposer « une allégorie générale de la vie humaine et de ses plaisirs vides et vains, lorsqu'ils ne sont pas fondés sur les lois de Celui qui est le Rocher d'Éternités ». Etty estimait que son œuvre transmettait assez clairement un avertissement moral sur la recherche du plaisir ; mais cette morale fut très peu comprise par son public.

## Versions successives

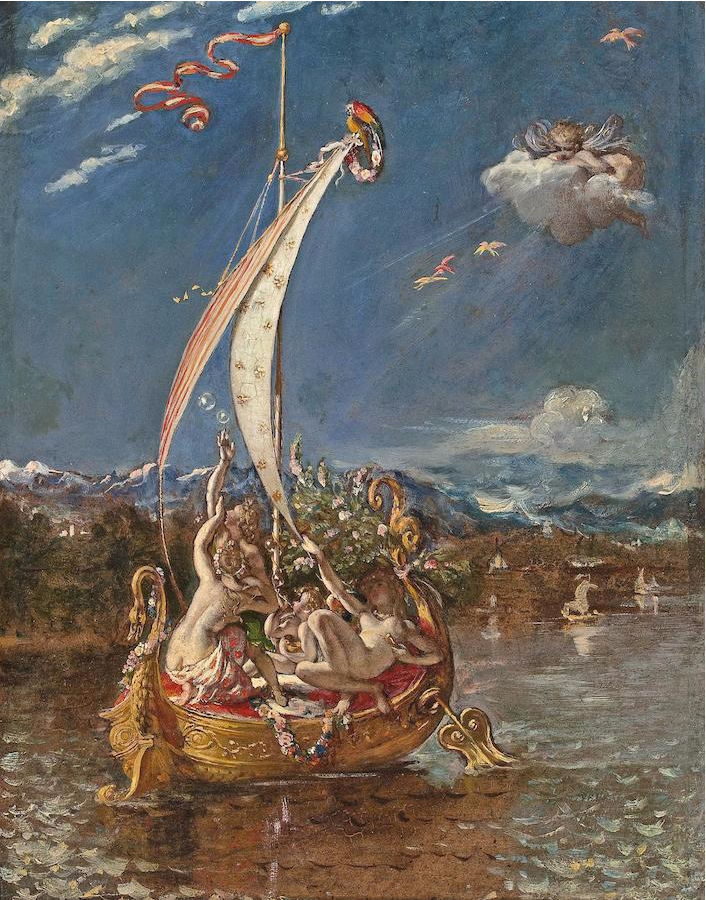
La version d'abord proposée par Etty en 1822 s'attire les réprimandes du critique du Times, qui s'élève contre son indécence.

C'est entre 1830 et 1832 que Etty réalise la version finale de Youth and Pleasure, mais il commence à réfléchir à ce thème dès les années 1818-1819. En 1822, il en expose une première version à la British Institution, qu'il intitule Esquisse sur une Ode de Gray (ou : la Jeunesse à la proue), : dans cette version, le groupe de personnages à la proue est en position inversée par rapport à la version finale, et les nageuses ne sont pas présentes autour du bateau. 
Il existe une autre ébauche du tableau, très proche de la version de 1832 mais là encore avec les personnages de la proue en position inversée. Cette ébauche est exposée en 1849 à l'occasion d'une rétrospective Etty à la Society of Arts ; bien qu'elle apparaisse alors avec la date de 1848, il s'agit probablement d'une confusion avec l'année 1828, ce qui en ferait logiquement une étude préliminaire à la toile de 1832.
La version de 1822 n'attire que peu d'attention à sa première exposition, à part cette vive réaction d'un chroniqueur du journal The Times :

« Nous profitons de l'occasion pour conseiller à M.Etty, qui a obtenu quelque succès en peignant La Galère de Cléopâtre, de ne pas s'enticher d'un style qui ne pourra convenir qu'aux goûts les plus médiocres. Les figures nues peuvent s'entendre lorsqu'elles sont peintes avec la pureté d'un Raphaël, mais la nudité sans la pureté est offensive et indécente, et sur la toile de M.Etty on ne peut voir que de la vile chair. Voyez M.Howard, dont les sujets poétiques exigent parfois des figures nues : il n'en fait jamais une affaire propre à dégoûter l'œil ni l'esprit. Souhaitons que M.Etty s'efforce d'acquérir un goût tout aussi pur ; il devrait savoir qu'un goût juste et délicat est synonyme de pureté morale. »

— The Times, 29 janvier 1822

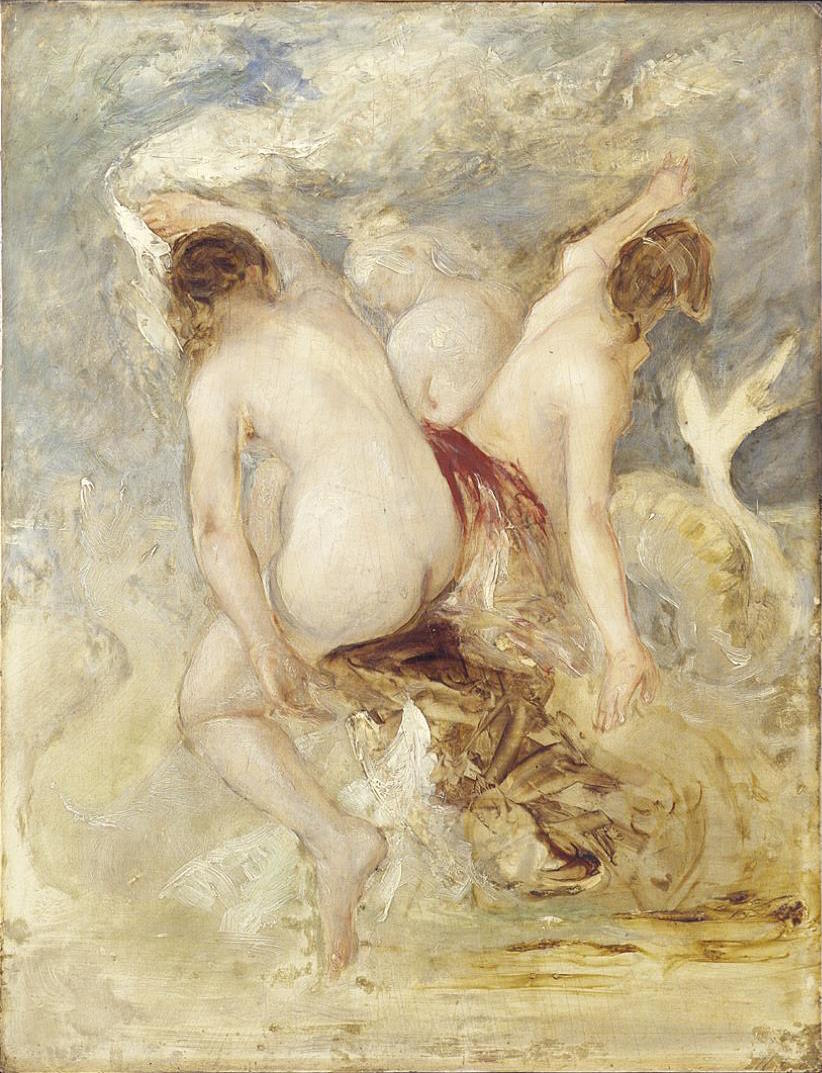
L'esquisse du musée d'York (Three Female Nudes) peut constituer une étape d'étude pour Youth and Pleasure, sans que cela soit certain.

En 1952, le musée d'art de la ville d'York reçoit en donation une esquisse à l'huile intitulée Three Female Nudes (Trois nus féminins) qui pourrait constituer une étude pour Youth and Pleasure de la main d'Etty, à moins qu'il ne s'agisse d'une copie des trois figures centrales réalisée par un élève. Mais d'après l'historienne de l'art Sarah Burnage, l'une comme l'autre hypothèse sont peu probables car trop d'éléments sont absents de la composition finale de Youth and Pleasure : elle considère qu'il s'agirait plutôt d'une étude pour un autre tableau non identifié.

## Accueil critique
Lorsque Youth on the Prow est présentée en 1832, la toile reçoit des critiques mitigées : même si la plupart des observateurs reconnaissent les qualités techniques déployées par Etty, de sérieux doutes planent quant au message transmis par l'artiste qui semble avoir bien mal compris le thème du poème The Bard. Un article paraît dans le Library of the Fine Arts pour reconnaître qu'« [en matière de] composition classique, de dessin anatomique, d'élégance des attitudes, de finesse des formes et de grâce des ensembles de personnages, il est certain que M.Etty n'a pas d'égal », et que « la représentation des idées présentes dans les vers [tirés de The Bard] est exprimée sur la toile de belle et précise manière » ; toutefois, le même article estime que « la référence ultime du poète [à la destruction de la culture galloise et au déclin de la Maison Plantagenêt] est complètement perdue de vue », ce qui — du point de vue de l'auteur de l'article — rend l'œuvre d'art indigne du sujet tel qu'abordé initialement par Gray.
Le Times exprime des réserves du même ordre, faisant observer que le tableau est « de toute beauté, riche en couleurs, dessiné avec vigueur et précision, et composé avec la plus gracieuse des fantaisies ; mais quant à y trouver du sens, si du moins il y en a, nul ne saurait s'y risquer » : le journaliste souligne d'ailleurs qu'alors même que le tableau vise à illustrer les vers de Gray, « il pourrait tout aussi bien représenter les idées de n'importe quel autre poète ». De son côté, le critique de The Examiner ironise sur le bateau plein à craquer, où les personnages sont « non pas tout à fait écrasés les uns contre les autres comme le seraient des figues dans une panier, mais tout de même bien empêchés dans leurs mouvements, faute de place » et qu'ils se trouvent à bord d'un bateau qui en réalité ne flotterait pas longtemps s'il devait supporter ne serait-ce que la moitié du poids que l'artiste y a embarqué.
Toutefois, certains autres critiques se montrent plus indulgents. Le Gentleman's Magazine fait l'éloge de la capacité d'Etty à saisir « la beauté de la proportion antique » et fait remarquer qu'il se trouve dans les figures centrales du tableau « bien davantage de classicisme qu'on en pourrait trouver dans toute autre toile moderne, à peu d'exceptions près » ; il présente aussi la composition générale de l'œuvre comme « la plus heureuse des combinaisons entre l'idéalisme de la Poésie et la réalité de la Nature ». The Athenaeum évoque de son côté « une toile poétique tirée d'un texte des plus poétiques » et félicite Etty d'être parvenu à « raconter une histoire pourtant fort difficile à rendre par le dessin ».
La critique la plus virulente paraît dans le Morning Chronicle, journal qui porte depuis longtemps un regard très négatif sur les nus féminins d'Etty. L'article sur Youth on the Prow estime qu'il n'existe « pas une seule bonne famille qui pourrait accrocher pareilles images sur l'un de ses murs » et juge que le tableau témoigne de « l'inclination d'un esprit qu'on a pu croire inspiré par l'Antique, mais dont on est maintenant convaincu qu'il n'est mû que par la lascivité ». Il est recommandé à Etty de corriger ses funestes tendances : ses qualités de coloriste et de dessinateur lui sont reconnues, mais non pas le goût ni la chasteté nécessaires au style qu'il aborde. Le critique craint malgré tout que l'artiste « ne se montre incapable de renoncer au mauvais chemin qu'il emprunte, ni de devenir plus fréquentable ».

## Parcours ultérieur
Youth on the Prow, and Pleasure at the Helm est acheté dès sa première exposition par Robert Vernon qui souhaite l'ajouter à sa grande collection d'art britannique. Le prix d'achat n'est pas rendu public, mais les livres de compte d'Etty indiquent qu'il perçoit un premier règlement de 250 £, soit près de 25 000 £ en valeur de 2023 : le montant de la transaction doit donc avoir été assez considérable. Quelques années plus tard, Vernon acquiert The Valley Farm de John Constable et envisage de l'accrocher à la place occupée jusqu'alors par Youth and Pleasure ; cette décision fait dire à Constable que « [son] tableau doit bientôt prendre la place de la "Péniche" d'Etty : toute sa précieuse cargaison va se trouver descendue à hauteur de nez »,. Vernon fait finalement don de toute sa collection à la nation en 1847, et ainsi ce sont 157 toiles — dont Youth and Pleasure — qui font leur entrée à la National Gallery.
La revue The Art Journal, animée par Samuel Carter Hall dès 1839, cherche sous sa direction à améliorer la connaissance qu'a le public britannique des jeunes artistes du moment. Cette intention se concrétise par un choix d'illustrations que certains lecteurs jugent alors choquantes voire pornographiques. Ainsi, en 1849 Hall acquiert les droits de reproduction du tableau et s'empresse d'en diffuser très largement une gravure sous le titre Youth and Pleasure, en précisant qu'il s'agit là d'une œuvre « de très haute classe ».
Mais Etty est lassé par les nombreuses attaques qu'il subit dans la presse, qui lui reproche pêle-mêle son indécence, son goût douteux et son manque de créativité : après l'accueil reçu par Youth on the Prow, il décide enfin de changer d'approche. Ce ne sont pas moins de 80 tableaux qu'il expose ensuite, rien qu'à la Royal Academy, et sans cesser d'exploiter le genre du nu — mais en fournissant un effort particulier pour transmettre des messages moraux. Il décède en 1849 ; puis, après une courte période de regain de popularité, sa cote artistique décline rapidement au point qu'à la fin du siècle la valeur de ses toiles est tombée en-dessous de leur prix d'achat initial.
La toileYouth on the Prow est transférée en 1949 de la National vers la Tate Gallery, où elle est conservée depuis. Bien qu'elle soit considérée comme l'une des œuvres d'Etty les plus connues, elle garde un parfum de controverse, comme en témoigne le qualificatif employé par Dennis Farr dans sa biographie d'Etty publiée en 1958 : il la considère comme « particulièrement inepte ». C'est pourtant l'une des cinq toiles de l'artiste que la Tate sélectionne pour les intégrer à sa grande exposition de 2001-2002 sur le nu à l'époque victorienne ; et elle fait également partie d'une importante rétrospective Etty à la York Art Gallery en 2011-2012.